# وضعية الطفل (فلم)
وضعية الطفل (بالإنجليزية: Child's Pose) هو فيلم دراما تم إنتاجه في رومانيا وصدر في سنة 2013. الفيلم من إخراج كالين بيتر نيتزر وكتابة رازفان رادوليسكو وكالين بيتر نيتسر. فاز الفيلم بجائزة الدب الذهبي في مهرجان برلين السينمائي الـ 63 وتم اختياره من قبل رومانيا للتنافس على جائزة أفضل فيلم أجنبي في مهرجان الأوسكار الـ 86 ولكنه لم يترشح.

## الممثلون والشخصيات
- لومينيتسا غيورغي (بدور: كورنيليا)
- بوجدان ديميترشا (بدور: باربو)
- فلورين زامفاريسسي
- ناتاشا راب
- للنسا جوا

## القصة
أم تحاول إنقاذ ابنها من قضاء عقوبة السجن بعد تورطه في حادث سير أودى بحياة طفل.

### ترشيحات وجوائز
| السنة | الحدث                    | الفئة                          | النتيجة |
| ----- | ------------------------ | ------------------------------ | ------- |
| 2013  | مهرجان برلين السينمائي   | الدب الذهبي لأفضل فيلم         | فوز     |
| 2013  | مهرجان برلين السينمائي   | جائزة FIPRESCI                 | فوز     |
| 2013  | مهرجان السينما الأوروبية | أفضل ممثلة لـ لومينيتا جيورجيو | رُشِّح     |

## وصلات خارجية
- مقالات تستعمل روابط فنية بلا صلة مع ويكي بيانات
- وضعية الطفل في قاعدة بيانات السينما العالمية.
- وضعية الطفل في موقع الطماطم الفاسدة.
- وضعية الطفل في موقع ميتاكريتيك.